# Ždralovi
Ždralovi är en ort i Kroatien.   Den ligger i länet Bjelovar-Bilogoras län, i den nordöstra delen av landet, 70 km öster om huvudstaden Zagreb. Ždralovi ligger 145 meter över havet och antalet invånare är 1 505.
Terrängen runt Ždralovi är platt. Runt Ždralovi är det ganska tätbefolkat, med 124 invånare per kvadratkilometer. Närmaste större samhälle är Bjelovar, 3,2 km nordväst om Ždralovi. Trakten runt Ždralovi består till största delen av jordbruksmark.